# Wick (Fluss)
Der Wick, auch Wick Water, ist ein Fluss in der schottischen Council Area Highland beziehungsweise in der traditionellen Grafschaft Caithness.

## Beschreibung
Der Wick entsteht durch den Zusammenfluss von Strath Burn und Scouthal Burn rund einen Kilometer südlich der Ortschaft Watten nahe der Achingale Mill. Zunächst nach Norden fließend, dreht der Lauf des Wick bei Watten zunächst nach Osten ab. Hier nimmt er den Loch Burn, den einzigen Abfluss von Loch Watten, auf. Schließlich fließt der Wick bis zu seiner Mündung vornehmlich nach Südosten. Von links mündet der Burn of Winless, der Abfluss aus dem Loch of Winless, ein. Der von rechts einmündende Burn of Newton ist der Abfluss aus Loch Hempriggs. Nach einem Lauf von 14 Kilometern mündet er in Wick in die Wick Bay, eine Nordseebucht an der schottischen Nordostküste.

## Umgebung
Der Wick durchfließt eine dünnbesiedelte Region. Watten und Wick sind die einzigen Siedlungen, die er berührt. Ab Loch Watten folgt die Bahnstrecke der Far North Line etwa dem Lauf des Wick und kreuzt diesen einmal. Auf rechter Seite folgt die A882, auf linker die B874 in weniger als zwei Kilometern Abstand. Östlich von Watten quert die A882 den Wick auf der denkmalgeschützten Achingale Bridge, die in den 1810er Jahren nach einem Entwurf von Thomas Telford errichtet wurde. Die Bridge of Wick, auf der die A99 in Wick den Fluss kreuzt, stammt aus den 1870er Jahren. Kurz vor der Mündung in die Wick Bay überspannt die moderne Wick Harbour Bridge den Wick.